# Bonnarps hed

Bonnarps hed (äldre stavning Bonarps hed) är en hed belägen invid och söder om Ljungbyheds flygplats och norr om Söderåsen. Den ligger i Riseberga socken i Klippans kommun i Skåne. Bonnarps hed var 1774 till 1913 övningsplats för Kungliga husarregementet, senare Kronprinsens husarregemente. Även Norra skånska infanteriregementet nyttjade Bonnarps hed fram till 1823. Förläggning skedde i kantoneringskvarter, det vill säga i kringliggande gårdar, varför lägerbyggnader aldrig uppfördes där. En minnessten av röd granit restes 1927 vid byn Bonnarp. Den är 1,8 meter hög och har följande inskription:
| ” | Bonarps by och Bonarps hed voro Kronprinsens Husarregementes öfningsplats åren 1772-1913. Besjälad av pliktuppfyllelse, oförskräckt ryttaranda samt trohet mot konung och fosterland gick regementet ur tiden. Regementet reste stenen under dess sista levnadsår 1927. | „ |

Ytterligare en minnessten finns knappt 500 meter nordöst om föregående sten. Den är av grå granit, är 1,7 meter hög och är ägnad minnet av en brandolycka den 3 juli 1911 när flera hästar vid tredje skvadron innebrändes.

## Fornlämningar
Ett flertal fornlämningar finns på heden. Strax söder om landningsbanans sydöstra ände, en kilometer öst om byn, ligger ett större gravfält. Den norra delen omfattar två gravhögar och fem stensättningar. Gravhögarna är åtta meter i diameter och knappt en meter höga. Stensättningarna är runda och 5-8 meter i diameter.
Även det södra gravfältet omfattar sex fornlämningar. Dessa utgöres av stensättningar, varav tre är runda, en är rektangulär och två är så kallade treuddar. Treuddarna mäter 24 meter i sida, är fyllda och har kantkedjor. En treudd har i mitten ett block, en meter stor, och en grop, en meter i diameter.
Ytterligare två treuddar ligger nordväst om det norra gravfältet, båda 20 meter i sida. Några av gravarna har undersökt och en liten hög innehöll en urnegrav från yngre bronsålder. Upplysningsskylt finns på plats.